# BLOODY JUNKIE
『BLOODY JUNKIE』（ブラッディ ジャンキー）は、蓮見ナツメによる日本の漫画作品。スクウェア・エニックスのウェブコミック配信サイト『ガンガンONLINE』2011年10月6日更新分から偶数月第1週更新で連載。2013年2月7日更新分で諸事情により連載終了。

## 登場人物
望月 翔太（もちづき しょうた）
疾走した兄を探している少年。
三好 良子（みよし りょうこ）
翔太が出会った少女、内気な性格。
藤野（ふじの）
翔太が出会った青年。
佐々木（ささき）
翔太が出会った女性、勝気な性格。
広瀬 菜摘（ひろせ なつみ）
翔太の兄の彼女の姉。
鈴原（すずはら）
常に笑顔の男性。
宇佐美（うさみ）
軍服のコスプレと眼帯をした少年。
美木（みき）
OL風の女性。
橘 せあら（たちばな せあら）
女子高生、わがままな性格。
二階堂（にかいどう）
サラリーマン風の男性。
高橋（たかはし）
長身の寡黙な男性。

## 単行本
- 蓮見ナツメ 『BLOODY JUNKIE』 スクウェア・エニックス〈ガンガンコミックスONLINE〉、全2巻
  1. 2012年11月24日発売 ISBN 978-4-7575-3787-3
  2. 2013年5月22日発売 ISBN 978-4-7575-3966-2